# Liste der Kulturdenkmale in Stockhausen (Döbeln)
In der Liste der Kulturdenkmale in Stockhausen sind die Kulturdenkmale des Döbelner Ortsteils Stockhausen verzeichnet, die bis Oktober 2022 vom Landesamt für Denkmalpflege Sachsen erfasst wurden (ohne archäologische Kulturdenkmale). Die Anmerkungen sind zu beachten.
Diese Aufzählung ist eine Teilmenge der Liste der Kulturdenkmale in Döbeln.

## Stockhausen
| Bild           | Bezeichnung | Lage                  | Datierung                                                    | Beschreibung | ID       |
| -------------- | --- | --------------------- | ------------------------------------------------------------ | --- | -------- |
| Weitere Bilder | Rittergut Stockhausen (Sachgesamtheit)                                                                                                 | Bergstraße 31 (Karte) | Bezeichnet mit 1894 (Tor)                                    | Sachgesamtheit Rittergut Stockhausen mit den Einzeldenkmalen: Herrenhaus, Mauer und Stallungen sowie Freitreppe zum Wirtschaftshof und Gartenskulptur (siehe 09303940) sowie dem Garten (Gartendenkmal); schlossähnliche Anlage von regionalgeschichtlicher Bedeutung | 09208017 |
| Weitere Bilder | Herrenhaus, Mauer und Stallungen sowie Treppenanlage zum Wirtschaftshof und Gartenplastik (Einzeldenkmale der Sachgesamtheit 09208017) | Bergstraße 31 (Karte) | 1879 (Herrenhaus); Ende 19. Jahrhundert (Wirtschaftsgebäude) | Einzeldenkmale der Sachgesamtheit Rittergut Stockhausen; schlossähnliche Anlage von regionalgeschichtlicher Bedeutung. Architektonisch anspruchsvoll gestaltetes Herrenhaus mit bauzeitlicher Parkanlage von großer baukünstlerischer, baugeschichtlicher und regionalgeschichtlicher Bedeutung. - Herrenhaus: zweigeschossiger Putzbau über annähernd quadratischem Grundriss, Mittelrisalit, originaler Putz mit repräsentativer Putzgliederung, kannelierte Lisenen, Konsolgesims, florale Motive, originale Fenster und Haustür, Eckrustika - Garten mit architektonischen Elementen: Freitreppe, Plastiken, alter Baumbestand, Garten mit Architektur - zwei Ställe: massiv, große Gebäude, guter Originalzustand Das Herrenhaus „... entstand 1879 im Stil einer bürgerlichen Stadtvilla. Der zweigeschossige Bau erhebt sich, aufwendig eingefriedet, auf einer leichten Anhöhe östlich des Gutshofes und wird von einem Park umgeben. Sein Grundriss ist H-förmig, Eingänge mit Podesttreppen befinden sich im Norden, Osten und Westen, während an der Südseite in einem Risalit die Nebentreppe angelegt wurde. Als Hauptfront ist die Nordseite mit einem dreigliedrigen Mittelrisalit ausgezeichnet, der im Obergeschoss große Rundbogenfenster enthält. Über der Mittelachse sitzt ein von Voluten flankiertes Dachhäuschen, und die den Risalit fassenden Doppelpilaster tragen plastische Figurengruppen. Während an der Ostseite ein Balkon über gußeisernen Säulen den mittleren Fassadenrücksprung ausfüllt, wurde vor der Westseite eine Terrasse angelegt, zu der vom Gutshof eine Treppe mit mehreren Podesten hinaufführt. Quer vor der Westfront verläuft eine Baumallee. Sie vermittelt von der Einfahrt zur Nordseite des Herrenhauses als auch an diesem vorbei und im Bogen hinab zum südlichen Gutshofbereich.“ | 09303940 |

## Tabellenlegende
- Bild: Bild des Kulturdenkmals, ggf. zusätzlich mit einem Link zu weiteren Fotos des Kulturdenkmals im Medienarchiv Wikimedia Commons. Wenn man auf das Kamerasymbol klickt, können Fotos zu Kulturdenkmalen aus dieser Liste hochgeladen werden:
- Bezeichnung: Denkmalgeschützte Objekte und ggf. Bauwerksname des Kulturdenkmals
- Lage: Straßenname und Hausnummer oder Flurstücknummer des Kulturdenkmals. Die Grundsortierung der Liste erfolgt nach dieser Adresse. Der Link (Karte) führt zu verschiedenen Kartendiensten mit der Position des Kulturdenkmals. Fehlt dieser Link, wurden die Koordinaten noch nicht eingetragen. Sind diese bekannt, können sie über ein Tool mit einer Kartenansicht einfach nachgetragen werden. In dieser Kartenansicht sind Kulturdenkmale ohne Koordinaten mit einem roten bzw. orangen Marker dargestellt und können durch Verschieben auf die richtige Position in der Karte mit Koordinaten versehen werden. Kulturdenkmale ohne Bild sind an einem blauen bzw. roten Marker erkennbar.
- Datierung: Baubeginn, Fertigstellung, Datum der Erstnennung oder grobe zeitliche Einordnung entsprechend des Eintrags in der sächsischen Denkmaldatenbank
- Beschreibung: Kurzcharakteristik des Kulturdenkmals entsprechend des Eintrags in der sächsischen Denkmaldatenbank, ggf. ergänzt durch die dort nur selten veröffentlichten Erfassungstexte oder zusätzliche Informationen
- ID: Vom Landesamt für Denkmalpflege Sachsen vergebene, das Kulturdenkmal eindeutig identifizierende Objekt-Nummer. Der Link führt zum PDF-Denkmaldokument des Landesamtes für Denkmalpflege Sachsen. Bei ehemaligen Kulturdenkmalen können die Objektnummern unbekannt sein und deshalb fehlen bzw. die Links von aus der Datenbank entfernten Objektnummern ins Leere führen. Ein ggf. vorhandenes Icon  führt zu den Angaben des Kulturdenkmals bei Wikidata.